# San Pasquale Baylonne protettore delle donne
San Pasquale Baylonne protettore delle donne è un film del 1976 diretto da Luigi Filippo D'Amico.

## Trama
Giuseppe Cicerchia, uno spiantato con piccoli precedenti penali e un matrimonio fallito alle spalle, si è creato fama di guaritore in un piccolo paese di montagna. Chiamato il femminaro, approfittando dell'ignoranza dei paesani millanta una comunicazione diretta con San Pasquale Baylonne. Attraverso ricette e presunte conoscenze prescrive rituali e intrugli che dovrebbero consentire alle zitelle brutte di sposarsi, alle donne sposate di risolvere problemi coniugali, e via dicendo, ed inoltre opera esorcismi di donne indemoniate.
Vive in una grotta con un servo che non parla, e per questo chiamato "Muto". Per le sue prestazioni i paesani lo compensano con caciotte, vino, olio, etc.
La sua attività di guaritore è mal vista da Don Gervasio, il parroco del paese, che lamenta una costante diminuzione dei fedeli in chiesa e delle relative offerte. Don Gervasio si rivolge al maresciallo dei carabinieri, che avvia un'indagine sul suo passato. L'attività del femminaro è inoltre disturbata da Samuel, il mago di Bagnacavallo, che periodicamente torna in paese per mostrare dei falsi prodigi. Per non perdere la fiducia dei paesani il Cicerchia deve a sua volta operare dei prodigi, che a causa dei boicottaggi di Fatima (la compagna di Samuel), sono effettivamente tali come bere il gasolio o liberarsi dalle catene sott'acqua.
L'indagine dei Carabinieri ha intanto dato i suoi frutti. Il Cicerchia risulta arrestato due volte per truffa e usurpazione di titolo e ricercato perché non versa gli alimenti alla moglie separata da oltre 4 anni. Il maresciallo dovrebbe procedere nei suoi confronti, essendo il femminaro niente più di un ciarlatano e per di più ricercato, ma gli chiede invece di intercedere presso San Pasquale per scoprire l'autore del furto di 70 fogli di francobolli dall'emporio del paese, unico caso delittuoso che si è verificato da sei anni.
Per una fortunata combinazione il femminaro scopre che i francobolli sono stati rubati da Nazzareno, il nipote di don Gervasio. Fingendo di operare un incantesimo (per il quale i carabinieri si trovano a ricercarne gli ingredienti), fa credere al maresciallo di aver risolto il caso coi suoi poteri, e riesce così ad evitare l'arresto.
Sembrerebbe così che la sua attività possa procedere in tutta tranquillità, ma da tempo il femminaro ha delle visioni. Un uomo misterioso, arcigno, che gli appare di continuo e che si rivela essere il diavolo. Spaventato dalla visione di un sabba, credendosi indemoniato, corre da Don Gervasio e chiede il suo aiuto. Il parroco gli ordina così di svelare a tutto il paese la realtà dei suoi imbrogli. Il Cicerchia svela tutto sulla piazza del paese, e viene così cacciato a furor di popolo.

## Luoghi delle riprese
Il film è stato girato nei comuni di Settefrati e Posta Fibreno, in provincia di Frosinone.